# Pteroptrix howardi
Pteroptrix howardi är en stekelart som först beskrevs av Dozier 1937.  Pteroptrix howardi ingår i släktet Pteroptrix och familjen växtlussteklar. Inga underarter finns listade i Catalogue of Life.